# Кирил Бенедиктов
Кирил Станиславович Бенедиктов е руски историк, политолог и писател, автор на произведения в жанровете научна фантастика и фентъзи.

## Биография и творчество
Роден е на 2 март 1969 г. в Минск, СССР. Когато е на 7 години, семейството му се мести в Москва. Увлича се от историята. Завършва историческия факултет на Московския държавен университет, където изучава предколумбовите цивилизации в Латинска Америка и най-новата история на Европа и Америка.
През 1993 г. заминава за Белгия, където завършва колежа на Европа в Брюж. Работи в чужбина, включително в ОССЕ, където защитава докторската си дисертация на тема „ОССЕ на Балканите: опитът на политическата стабилизация“.
По канала „Russia.ru“ е представена програмата му „Черното сърце на Москва“ посветена на мистичните места на руската столица.
Първият му разказ „Даргавс, город мёртвых“ е публикуван през 1990 г. в списание „Парус“.
Първият му роман „Черепът, короната, чашата“ е публикуван през 2001 г. През 2008 г. романът е екранизиран в сериала „Завещание ночи“ на режисьора Александър Аравин.
Романът му „Война за „Асгард“ от 2003 г. е отличен с няколко професионални награди – „Странник“, „Роскон“, „Чаша Бастиона“ и „Бронзовая улитка“.
В периода 2009-2012 г. главен редактор на литературната поредица на руските писатели – проект „Етногенезис“ като активно участва със свои произведения в него. През 2010 г. е удостоен с „Чеховската премия“ на Съюза на писателите на Русия за работата си в проекта.
Пише в сферата на политическите анализи. Оглавява отдела за интелектуални разследвания в „Terra America“. Пише като колумнист във вестник „Известия“, в интернет-вестника „Взгляд“ и на телевизионния канал „RT“. Главен редактор е на интернет-портала „Руска идея“.
Кирил Бенедиктов живее със семейството си в Москва.

## Произведения

### Самостоятелни романи
- Завещание ночи (2001)
Черепът, короната, чашата, изд.: ИК „Бард“, София (2010), прев. Иван Тотоманов

### Серия „Войната за Асгард“ (Война за Асгард)
1. Война за „Асгард“ (2003)
2. Путь шута (2005)

- Зайиб (2011) – повест
- Точка Лагранжа (2006) – разказ

### Цикъл „Етногенеза“ (Этногенез)
общи серии с други писатели

#### Серия „Блокада“ (Блокада)
1. Охота на монстра (2009) – издаден и като „Взгляд орла“
2. Тень Зигфрида (2010)
3. Война в зазеркалье (2011)

#### Серия „Милиардер“ (Миллиардер)
1. Ледовая ловушка (2010)
2. Арктический гамбит (2010) – с Елена Кондратиева
3. Конец игры (2011)

- Змея и Мангуст (2012)

#### Серия „Елдорадо“ (Эльдорадо)
- Золото и кокаин (2012)

#### Серия „Балкани“ (Балканы)
- Дракула (2014) – с Юрий Бурносов

### Повести
- Объявление (2003)
- Орихалк (2003)
- Восход шестого солнца (2004)
- Граница льда (2004)
- Эль Корасон (2006)
- Коралловый остров (2007)

### Документалистика
- Союз Правых Сил. Краткая история партии (2009)
- Политическая биография Марин Ле Пен. Возвращение Жанны д'Арк (2015)
- Чёрный лебедь. Политическая биография Дональда Трампа (2016)

### Екранизации
- 2008 Завещание ночи